# Laevilitorina
Laevilitorina is een geslacht van weekdieren uit de klasse van de Gastropoda (slakken).

## Soorten
- Laevilitorina alta (Powell, 1940)
- Laevilitorina antarctica (E. A. Smith, 1902)
- Laevilitorina antipodum (Filhol, 1880)
- Laevilitorina aucklandica (Powell, 1933)
- Laevilitorina bifasciata Suter, 1913
- Laevilitorina bruniensis (Beddome, 1883)
- Laevilitorina caliginosa (Gould, 1849)
- Laevilitorina claviformis Preston, 1916
- Laevilitorina delli (Powell, 1955)
- Laevilitorina granum Pfeffer in Martens & Pfeffer, 1886
- Laevilitorina hamiltoni (E. A. Smith, 1898)
- Laevilitorina heardensis Dell, 1964
- Laevilitorina johnstoni (Cotton, 1945)
- Laevilitorina kingensis (May, 1924)
- Laevilitorina latior Preston, 1912
- Laevilitorina macphersonae (Dell, 1964)
- Laevilitorina mariae (Tenison Woods, 1876)
- Laevilitorina pygmaea Pfeffer in Martens & Pfeffer, 1886
- Laevilitorina umbilicata Pfeffer in Martens & Pfeffer, 1886
- Laevilitorina venusta Pfeffer in Martens & Pfeffer, 1886
- Laevilitorina wandelensis (Lamy, 1905)